# 偶发性近亲性交
偶发性近亲性交（英語：accidental Incest）指原本不知彼此间存在血缘关系人之间的婚姻或性行为，这通常会被认为是乱伦。
即使双方不知彼此存在亲属关系，但是大部分司法辖区的法律依旧禁止这种乱伦婚姻。如果怀疑彼此可能是血亲，可以通过基因检测来确认或排除。一些司法辖区允许通过精子或卵子捐赠并进行体外人工授精而出生的后代访问相应的捐赠记录或领养记录。

## 起因分析
在很多情况下，人们可能并不知道彼此的亲属关系。例如：用匿名捐赠的精子进行人工授精可能导致后代不知道自己的任何生物学关系，例如亲子关系或同父异母的兄弟姐妹。为了减少偶发性近亲性交的可能性，生育诊所通常会限制使用同一供体精子的次数。一些国家或地区有法律限制捐赠者可以生下的子女数量，而其他国家或地区则根据家庭人数限制精子捐赠，以使一个家庭拥有真正的兄弟姐妹。
除上述原因外，还有以下原因也可能导致偶发性近亲性交。例如：孩子出生时与原生家庭失散、遗弃儿童、性探索等。